# كورت ماير (سياسي)
كورت ماير هو سياسي سويسري، ولد في 1944.